# Hermann Samuel Reimarus
Hermann Samuel Reimarus (ur. 22 grudnia 1694 w Hamburgu, zm. 1 marca 1768 tamże) – niemiecki filozof i pisarz, deista uznający apostołów za fałszerzy a ewangelie za wynik oszustwa.

## Życiorys
W młodości nauki pobierał od swego ojca a następnie też ojczyma Johanna Fabriciusa. Naukę kontynuował na uniwersytecie w Jenie, gdzie studiował teologię, starożytne języki i filozofię. Pierwszy tytuł naukowy (Privatdozent) uzyskał na uniwersytecie w Wittenberdze w 1716. W latach 1720–1721 podróżował po Holandii i Anglii. W 1723 został mianowany rektorem wyższej szkoły w Wismar. W 1727 przyjął stanowisko profesora języków wschodnich w wyższej szkole w rodzinnym Hamburgu, gdzie pozostał do końca życia. Miał siedmioro dzieci, jednakże tylko troje osiągnęło wiek dorosły.

## Poglądy
Był prekursorem badań nad kwestią Jezusa historycznego. Rozwinął tzw. teorię oszustwa: przyjmował historyczne istnienie Jezusa, ale odrzucał to, że jest Zbawicielem – Synem Bożym. Apostołów uważał za fałszerzy a Ewangelie za wynik oszustwa. Jego zdaniem Jezus Chrystus był prorokiem rewolucjonistą, który poniósł klęskę. Dążył jedynie do organizowania ruchu oporu wobec Rzymu i odbudowania państwa izraelskiego, a nie do założenia Kościoła.  Po śmierci Jezusa uczniowie wymyślili historię o jego zmartwychwstaniu i ogłosili go Mesjaszem. Następnie napisali Ewangelie o Jego działalności oraz stworzyli Kościół.
Opublikowane przez Gottholda Ephraima Lessinga fragmenty jego dzieła „Apologia albo Pismo w obronie rozumnych czcicieli Boga” dały początek dyskusji teologicznej nad miejscem religii w świecie postoświeceniowej sekularyzacji.